# Дембинский, Генрих Юлиушевич
Генрих Юлиушевич Дембинский или Генрих Войцех Станислав Дембинский (23 апреля 1866, Краков  — 10 декабря 1915, Варшава) — польский помещик, депутат Государственной думы II созыва от Радомской губернии. 

## Биография
Польский дворянин. Родился в семье мелкопоместных дворян Юлиуша Дембинского герба Нечуя (1831—1887) и Хелены урождённой Водзицкой (Wodzicka) (1841—1869). Выпускник коллегии иезуитов в Кальскубене. В 1884—1887 годы учился на юридическом факультете Ягеллонского университета в Кракове, а затем с 1889 года продолжил учёбу по юриспруденции и философии Инсбрукском университетах в Австро-Венгрии. В 1892 вернулся на родину в Царство Польское. Владел землёй, в своём имении Пшисуха Опоченского уезда Радомской губернии развивал правильное сельское и лесное хозяйство. На выставке в Кельце ему был присуждён приз за сортовые семена ячменя, полученные в 1901 году. Состоял в Партии реальной политики. С мая 1908 года и до своей смерти в 1915 году был президентом этой партии.
6 февраля 1907 года избран во Государственную думу II созыва от общего состава выборщиков Радомского губернского избирательного собрания. Вошёл в состав Польского коло. В мае 1907 участвовал на правах гостя в заседаниях Финляндского сейма в Гельсингфорсе, от имени Польского коло поздравил его депутатов с началом работы.
Был выборщиком на выборах в Третью Государственную Думу от курии землевладельцев. Член руководства ряда польских общественных организаций. Занимал должность Президента Общества по опеке над беженцами (nad Wychodźcami) и был вице-президентом Общества по поощрению социальной работы. В 1910—1914 годы был советником комитета Кредитного земельного Общества (Towarzystwo Kredytowe Ziemskie). В ноябре 1914 года стал одним из создателей Национального польского комитета.
В 1914—1918 годах во время Первой мировой войны стоял у истоков организации помощи пострадавшим от военных действий в Царстве Польском. С ноября 1915 в Люблине избран председателем Комитета центральной помощи, который действовал во всей австрийской зоне оккупации в Царстве Польском. Агитировал за мирное отношение поляков к германскими и австрийскими оккупационными властями.
Он умер в декабре месяце от сердечного приступа в Варшаве. Был похоронен в Пшисухе.

## Семья
- Жена (c 1897) — Зофья урождённая Тышкевич (1874—1958[1]), сестра Владислава и Александра Тышкевичей. У них было восемь детей, и которых семеро дожили до совершеннолетия[3].
  - Дочь — Зофья Дембинская (1898—1966)[1].
  - Дочь — Хелена (1899—1990) замужем за Феликсом Мыцельским (1895—1921)[1].
  - Дочь — Мария (1900—1901), умерла младенцем[1].
  - Сын — Ян Антоний (1902—1969), женат на Марии Богданович 1905—1992[1].
  - Сын — Людвик Антоний (1903—1984), женат на Анне Марии Жолтовской (Żółtowska, 1905—1970)[1].
  - Сын — Анджей Антоний (1905—1942), женат на Леокадии Халма (1911—1996), затем на Зофьи Гордзяльковской-Горканской (Gordziałkowska-Gorkańska, 1916—2006)[1].
  - Дочь — Кристина (1908—2004) замужем за князем Мацеем Миколаем Марией Радзивиллом (1905—1994)[1].
  - Сын — Генрих Антоний (1911—1986), женат на Марии Анне Зофьи Голуховской (1916—1996)[1].

### Рекомендуемые источники
- Brzoza Cz., Stepan K. Poslowie polscy w Parlamencie Rosyjskim, 1906—1917: Slownik biograficzny. Warszawa, 2001.
- Российский государственный исторический архив. Фонд 1278. Опись 1 (2-й созыв). Дело 120; Дело 563. Лист 11.